# George S. Nixon
George S. Nixon (Newcastle, 1860. április 2. – Washington, 1912. június 5.) az Amerikai Egyesült Államok szenátora (Nevada, 1905–1912).